# كابوتيغرافير/ريلبيفيرين
كابوتيغرافير/ريلبيفيرين(Cabotegravir/rilpivirine )، الذي يُباع تحت الإسم التجاري كابينوفا(Cabenuva)، هو دواء مُعبأ في عبوة مشتركة يستخدم لعلاج فيروس نقص المناعة البشرية/الإيدز.  بالنسبة لأولئك الذين لا يقل عمرهم عن 12 عامًا، يتم تناول جميع الأدوية اللازمة لعلاج المرض بشكل عام.  و يعطى عن طريق الحقن في العضل.  و يتم تعبئته في قنينتين منفصلتين. 
تشمل الآثار الجانبية الشائعة لهذا العقار على ما يلي؛ تفاعلات موقع الحقن و الحمى والتعب و الصداع و آلام العضلات و العظام و الغثيان و اضطرابات النوم و الدوخة و الطفح الجلدي.  قد تشمل الآثار الجانبية الأخرى على ردود الفعل التحسسية و مشاكل الكبد والاكتئاب.  و هو يحتوي على كابوتيجرافير، و هو مثبط نقل حبلا التكامل لفيروس نقص المناعة البشرية-1 (INSTI)، و ريلبيفيرين، مثبط المنتسخة العكسية غير النوكليوزيد لفيروس نقص المناعة البشرية-1 (NNRTI). 
تمت الموافقة عليه للاستخدام الطبي في كندا و كذلك أوروبا في عام 2020 و بعدها في الولايات المتحدة في عام 2021.    أما في أوروبا، تمت الموافقة على الدوائين بشكل منفصل.   و في الولايات المتحدة تبلغ التكلفة حوالي 4400 دولار أمريكي شهريًا اعتبارًا من عام 2022. 